# Varanus boehmei
Varanus boehmei es una especie de escamoso de la familia Varanidae.

## Distribución geográfica
Es endémica de la isla de Waigeo, en Nueva Guinea Occidental (Indonesia). 

## Estado de conservación
Se encuentra amenazada por el tráfico de especies.